# مزرعه سلیمانی
مزرعه سلیمانی یک منطقهٔ مسکونی در ایران است که در دهستان سیستان واقع شده‌است.